# Heidelberg Center Lateinamerika
Das Heidelberg Center Lateinamerika (HCLA) in Santiago de Chile wurde am 9. April 2002 als Postgraduiertenzentrum der Universität Heidelberg eröffnet und ist das erste Graduiertenzentrum einer deutschen Universität außerhalb der Landesgrenzen. 2009 wurde es vom Deutschen Akademischen Austauschdienst (DAAD) zum Exzellenzzentrum in Forschung und Lehre ernannt, nachdem es als eine von vier wissenschaftlichen Einrichtungen weltweit siegreich aus einem Wettbewerb des Deutschen Auswärtigen Amtes hervorgegangen war.
Die Einrichtung fungiert als Plattform für den wissenschaftlich-akademischen Austausch mit Lateinamerika. Es hat die Aufgabe, Studiengänge zu organisieren, zu vermarkten und zu betreuen, die von der Universität Heidelberg selbständig oder gemeinsam mit Universitäten der Region getragen werden. So arbeitet das HCLA beispielsweise eng mit den beiden wichtigsten chilenischen Universitäten, der Universidad de Chile und der Pontificia Universidad Católica de Chile, sowie mit Universitäten in Argentinien, Brasilien, Kolumbien, Mexiko, Paraguay und den USA zusammen. Außerdem kooperiert das Heidelberg Center mit Forschungsinstitutionen wie dem Deutschen Krebsforschungszentrum (DKFZ), dem European Southern Observatory (ESO), dem Max-Planck-Institut für ausländisches öffentliches Recht und Völkerrecht und der Wirtschaftskommission für Lateinamerika und die Karibik (ECLAC).
Die Einrichtung konzentriert sich auf sechs Kerndisziplinen: die ursprünglichen Schwerpunktgebiete Rechtswissenschaften und Psychotherapie wurden mit dem Ausbau zum Exzellenzzentrum um die Bereiche Astronomie, Geowissenschaften, Medizinische Informatik und Medizinische Physik erweitert. Diesem fachlichen Fokus folgend entwickelt und organisiert das HCLA Promotionsprogramme, Masterstudiengänge, Weiterbildungsseminare, Summer Schools und Zertifikatskurse. Deutschkurse in verschiedenen Niveaustufen runden das Studienangebot ab. 
Mit dieser Initiative verfolgt die Universität Heidelberg das Ziel, deutsche Forschungsergebnisse und Lehrinhalte in Lateinamerika zu vermitteln und die wissenschaftliche Zusammenarbeit zwischen Deutschland und Lateinamerika zu fördern. Um diesen Ansprüchen gerecht zu werden, wird das Center in den Anfangsjahren vom Ministerium für Wissenschaft, Forschung und Kunst Baden-Württemberg, der Universität Heidelberg und dem Deutschen Akademischen Austauschdienst (DAAD) finanziell unterstützt.

## Abbildungen

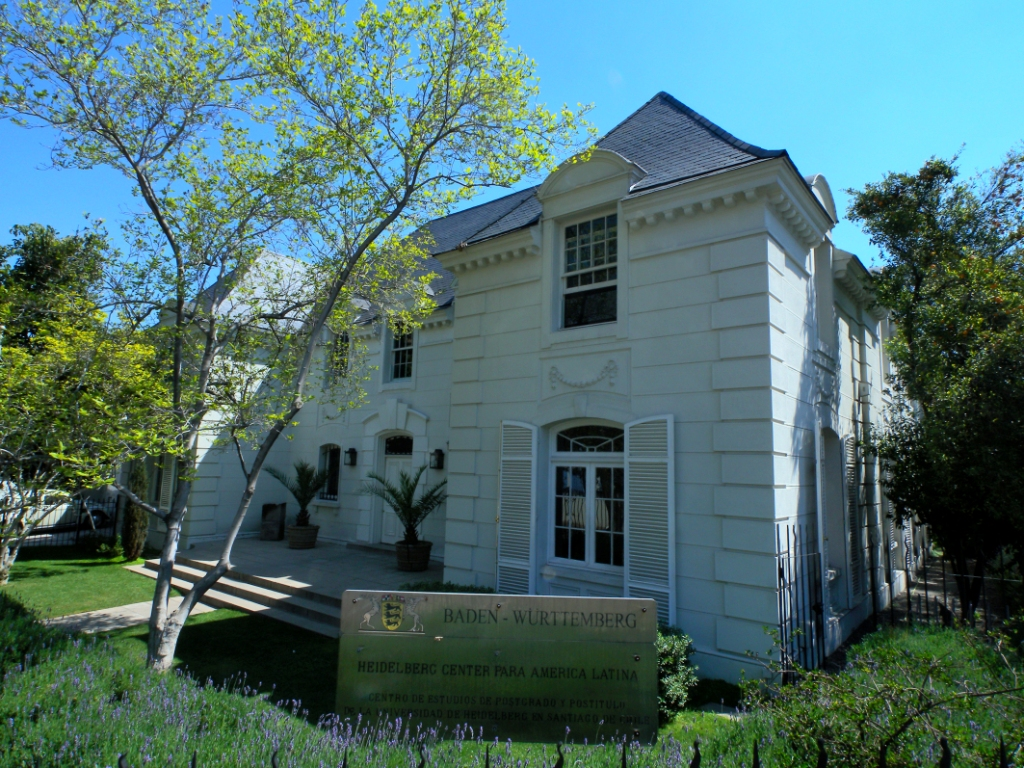
Heidelberg Center Lateinamerika
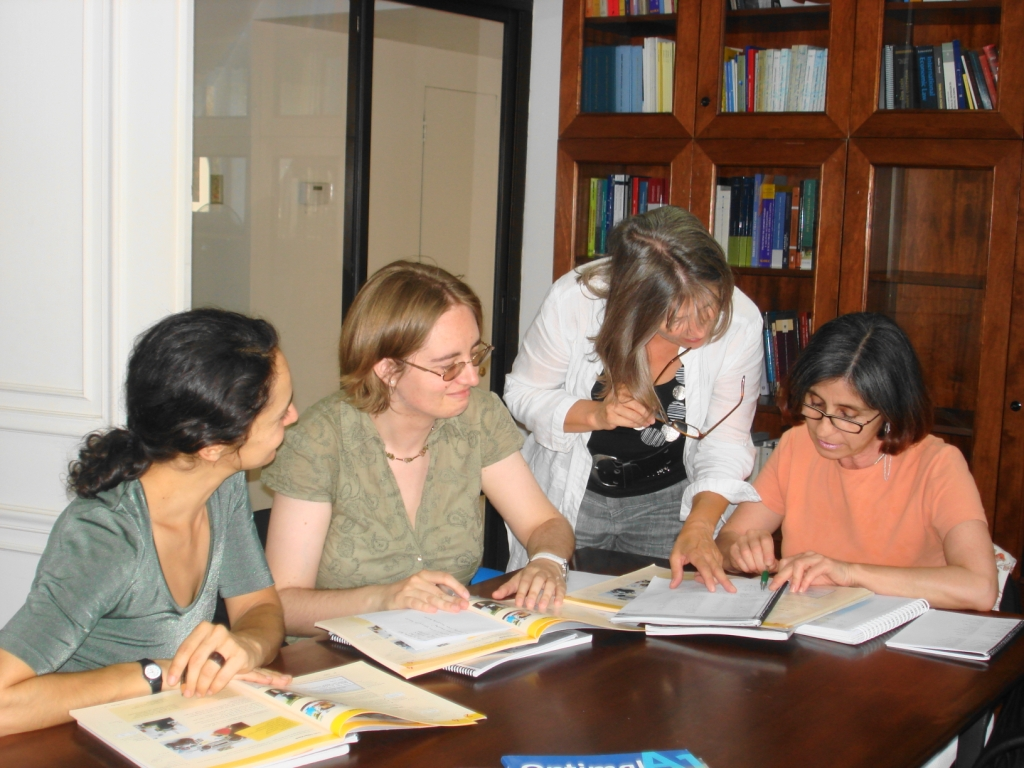
Deutschkurs
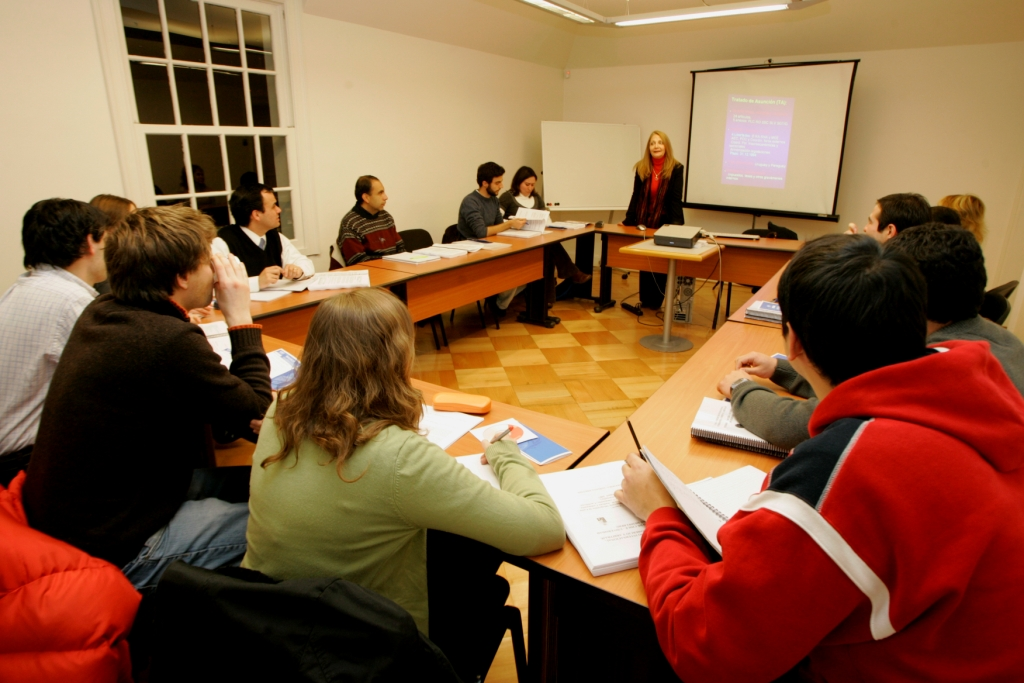
Kurse
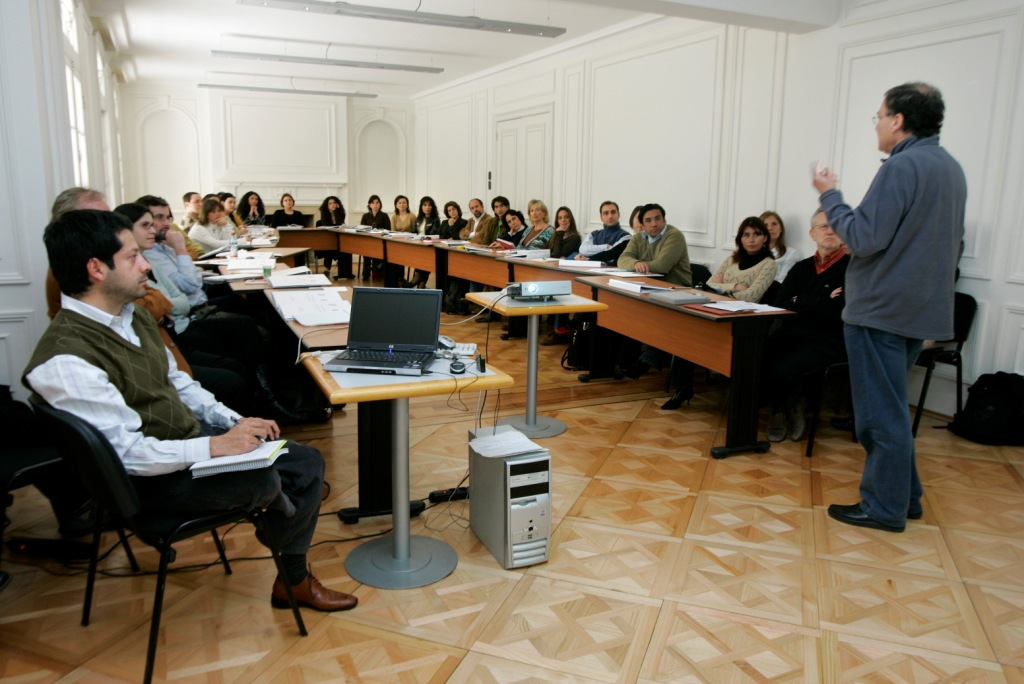
Kurse
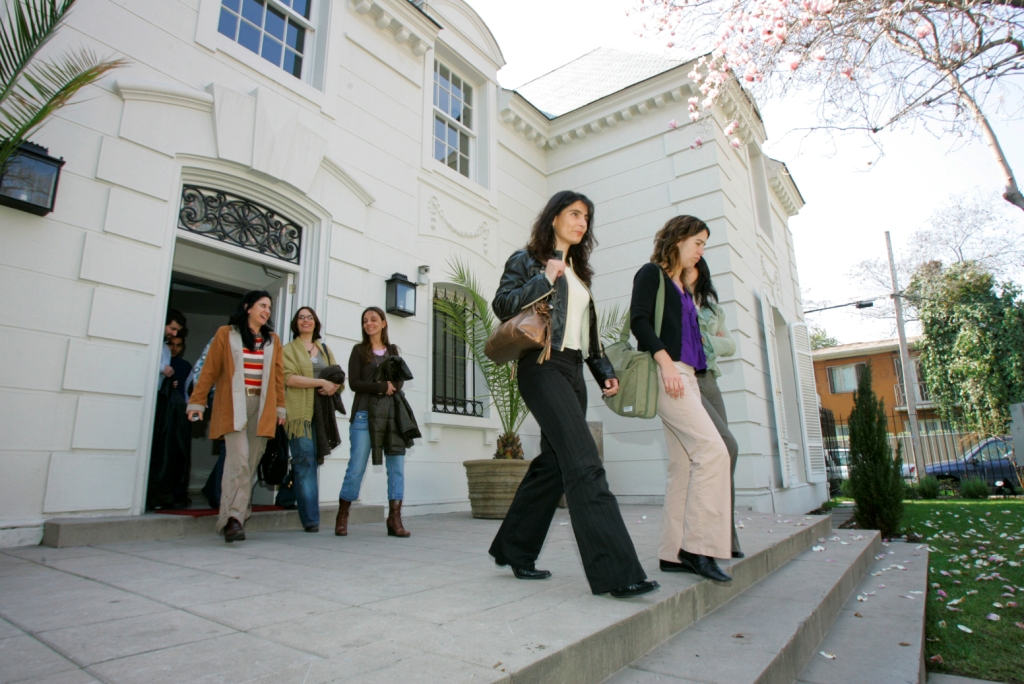
Studierende des Heidelberg Center